# لودوفيكو إناودي

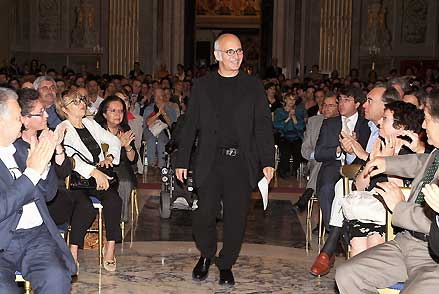
لودوفیکو_إناودي

لودوفيكو إناودي (بالإيطالية: Ludovico Einaudi)‏، (من مواليد 23 نوفمبر 1955 في تورينو، بيدمونت) هو مؤلف موسيقى وعازف البيانو الإيطالي المعاصر. لعبت والدته دورا هاما في صغره لتعلم البيانو.

## نبذة
بعد تعلمه الموسيقى في المعهد من ميلان، وحصوله في عام 1982 على شهادة. وفي العام نفسه، قال انه حصل على منحة ودرس مع ومتشابكة مهرجان الموسيقى بيريو ل.
وأخيرا من قبل بيريو، بعد دراسته في المعهد من ميلان، قضى عدة سنوات يؤلف في أشكال الموسيقى التقليدية. في منتصف 1980، بدأ في البحث عن تعبير شخصي في سلسلة من يعمل من أجل الرقص، والوسائط المتعددة، ثم اختار طريق البيانو.
موسيقاه هو محيط تأملي، وغالبا ما يحيط به وحي الاستقراء. لقد قدم لها تأثير كبير في عالم السينما مع 4 جوائز دولية لاسمه لعب. والده كان الناشر يوليوس (Giulio) ، وجده لويجي  (Luigi)،كان رئيسا لإيطاليا بين عامي 1948 و 1955. وحاليا يعيش لودوفيكو في المنطقة الإيطالية مونتي (بيدمونت).

## مؤلفاته
له مؤلفات موسيقية كثيرة منها :
- In a Time Lapse[3]
- Nightbook
- Divenire[4] الأكثر شهرة له
- Diario Mali (avec Ballaké Sissoko)
- Una Mattina[5]
- Oltremare
- Echoes: The Einaudi Collection
- La Scala Concert 03.03.03
- I Giorni[6]
- Nuvole Bianche
- Le Onde[7]
- Eden Roc [8] ( ألبوم )
- Stanze[9] ( ألبوم )'
- Time Out
- Le Prix du Désir, bande originale du film de Roberto Andò (2004), avec Daniel Auteuil et Anna Mouglalis
- Doctor Zhivago, bande originale du film de Giacomo Campiotti (2001), avec Hans Matheson, Keira Knightley, Sam Neill, et Alexandra Maria Lara
- Intouchables, quelques musiques de la bande originale du film d'Eric Toledano et Olivier Nakache (2011)
- Fly
- Run
- Night
- و غيرها ...

## روابط خارجية
- لودوفيكو إناودي على موقع IMDb (الإنجليزية)
- لودوفيكو إناودي على موقع ألو سيني (الفرنسية)
- لودوفيكو إناودي على موقع ميوزك برينز (الإنجليزية)
- لودوفيكو إناودي على موقع أول موفي (الإنجليزية)
- لودوفيكو إناودي على موقع قاعدة بيانات الأفلام السويدية (السويدية)
- لودوفيكو إناودي على موقع أول ميوزيك (الإنجليزية)
- لودوفيكو إناودي على موقع ديسكوغز (الإنجليزية)
- لودوفيكو إناودي على موقع قاعدة بيانات الفيلم (الإنجليزية)
- لودوفيكو إناودي على موقع كينوبويسك (الروسية)

- (en) Site officiel موقعه الرسمي